# Prawosławie w Norwegii

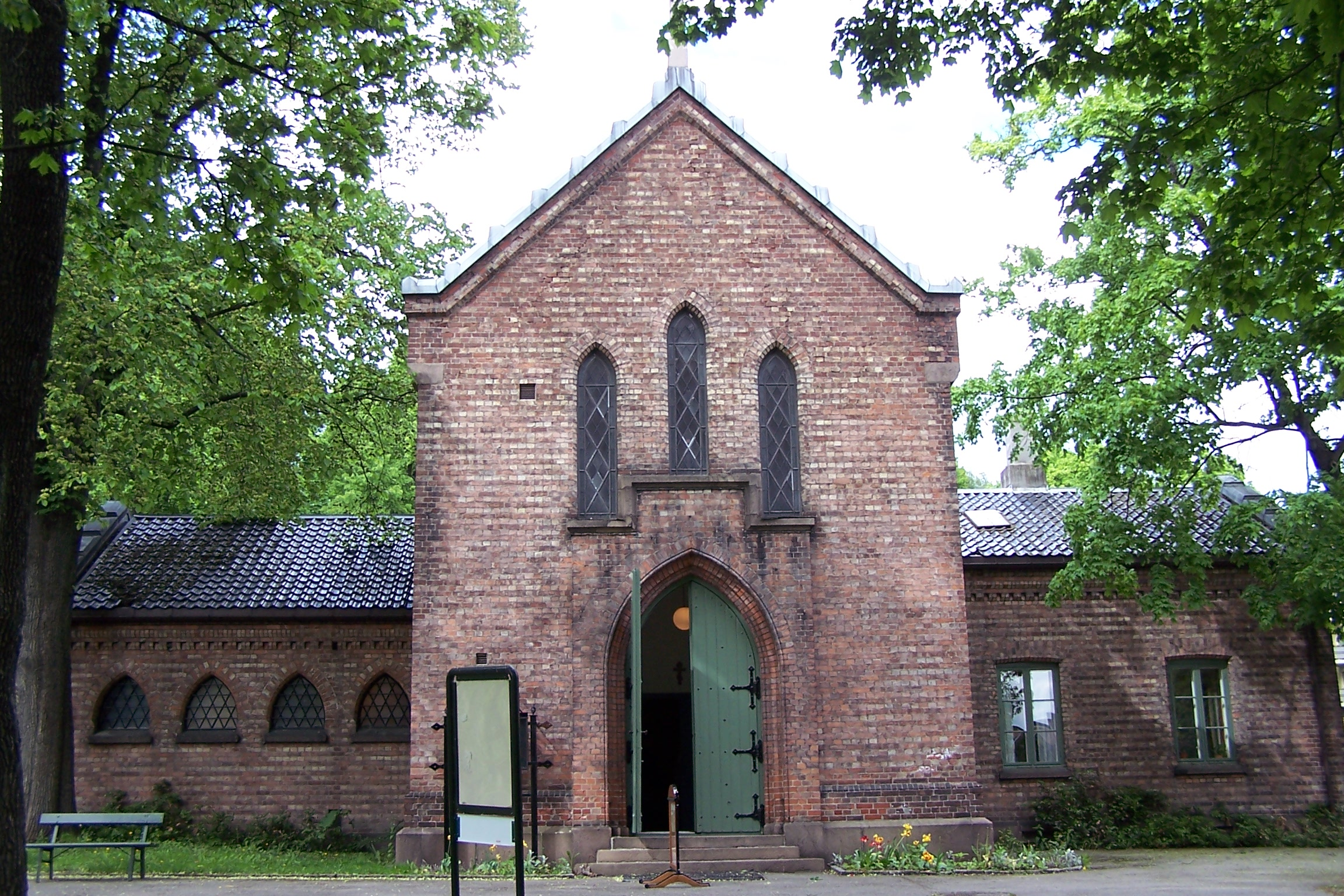
Cerkiew Chrystusa Zbawiciela w Oslo (Rosyjski Kościół Prawosławny)

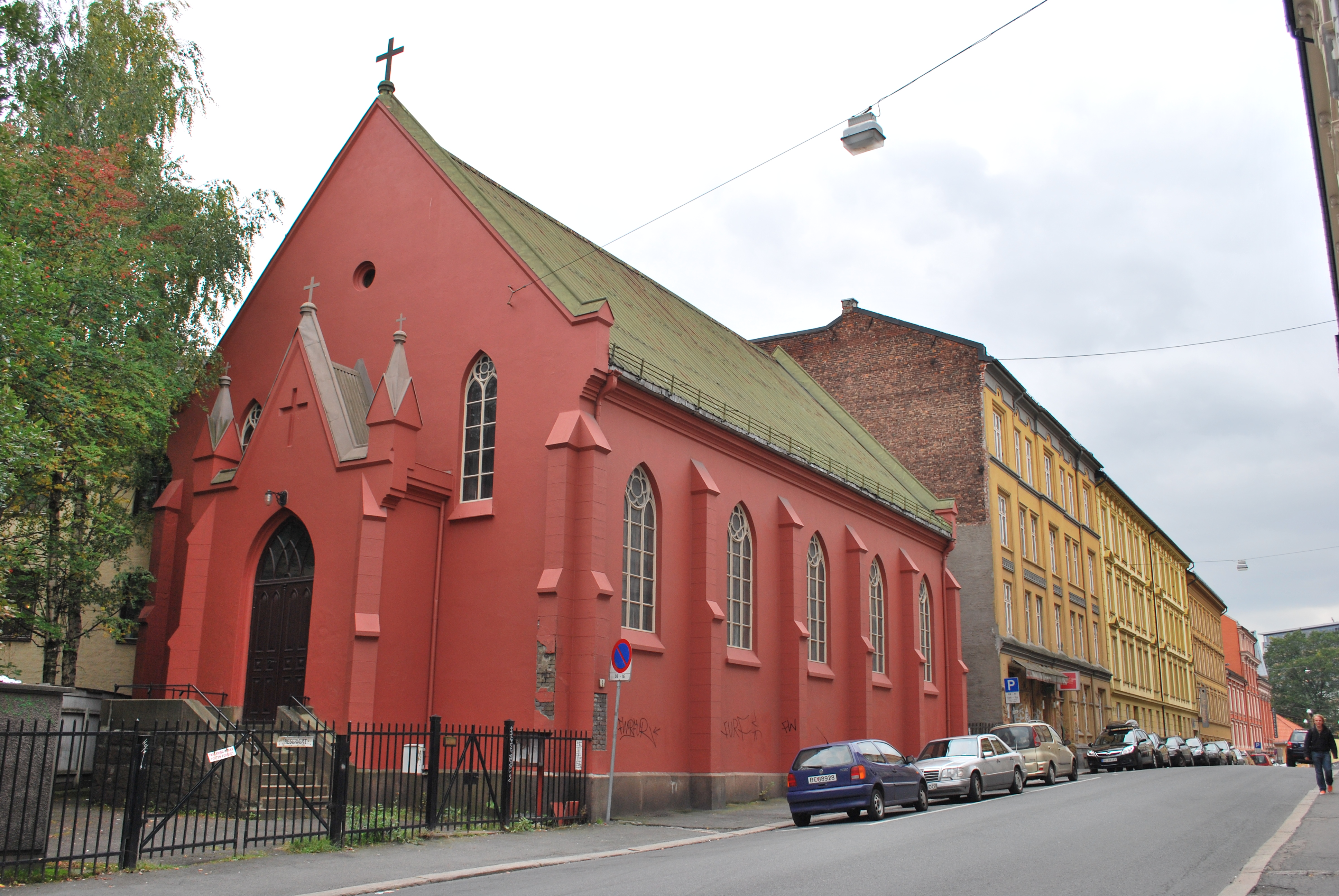
Cerkiew Zwiastowania w Oslo (Patriarchat Konstantynopolitański)

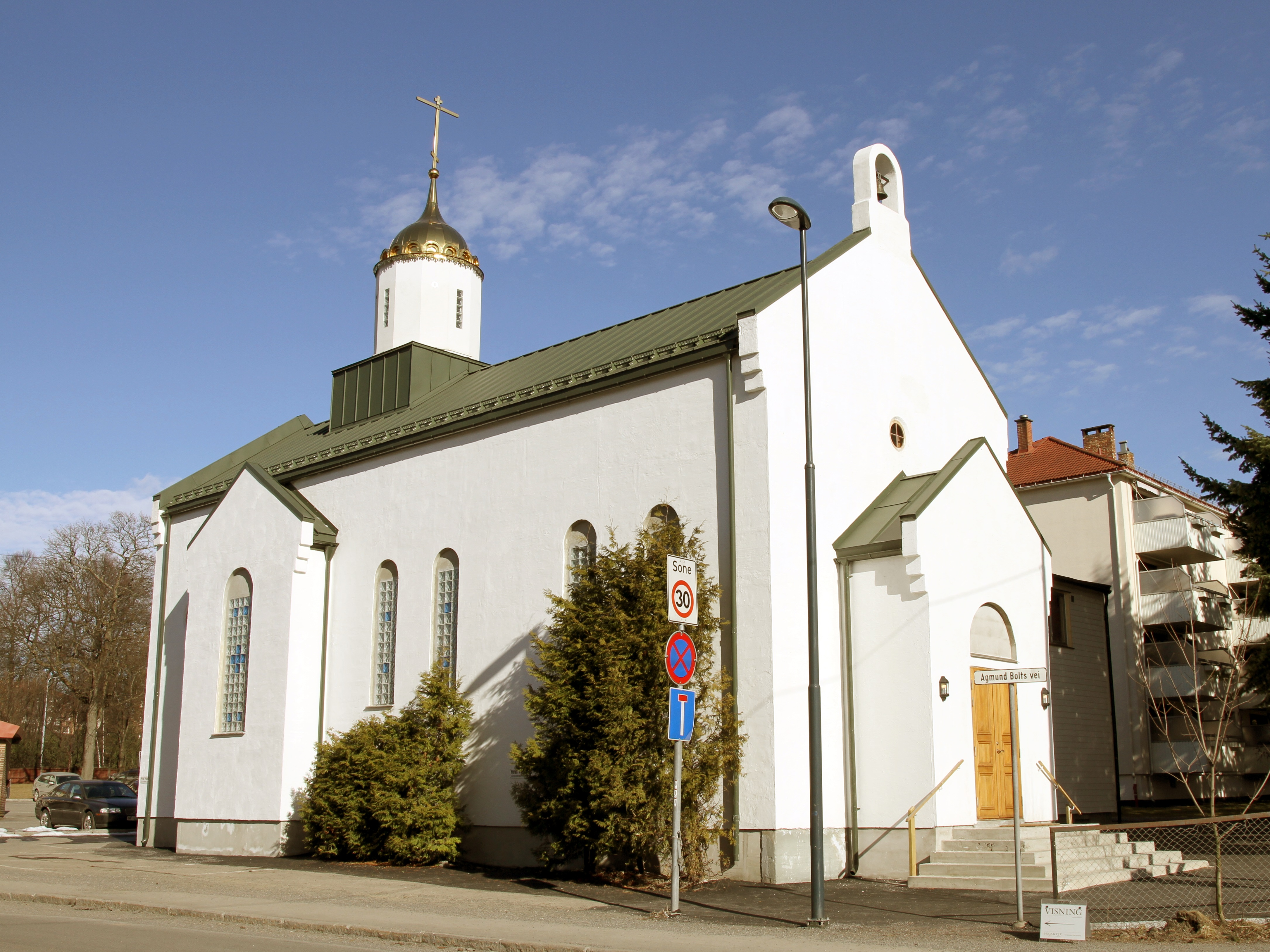
Cerkiew św. Mikołaja w Oslo (Serbski Kościół Prawosławny)

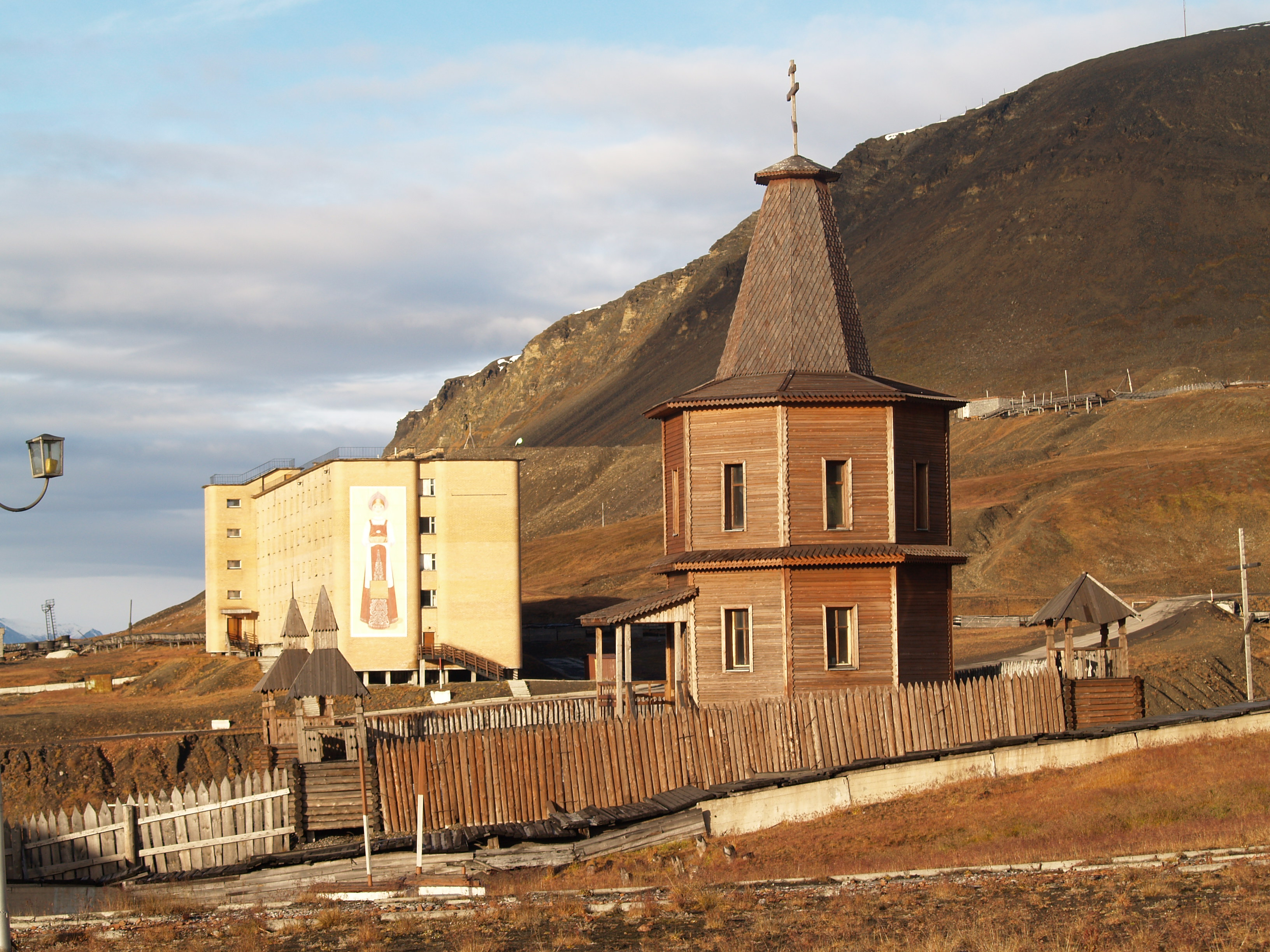
Kaplica w Barentsburgu (Rosyjski Kościół Prawosławny)

Prawosławie w Norwegii jest związane głównie z mniejszościami rosyjską i grecką oraz z emigrantami napływającymi do Norwegii z krajów bałkańskich. Według statystyk rządowych, w 2020 r. Norwegię zamieszkiwało 28 544 wyznawców prawosławia.

## Pierwsze ślady obecności
W XVI wieku na terenie dzisiejszej Norwegii, w jej północnych regionach, działał prawosławny misjonarz, św. Tryfon z Pieczengi. Prowadził on działalność misyjną wśród Lapończyków, odnosząc pewne sukcesy. Ślady prawosławia na tych terenach zanikły jednak na skutek działań Kościoła luterańskiego.

## Obecność w XX w. i współcześnie

### Rosyjski Kościół Prawosławny
Rosyjscy wyznawcy prawosławia pojawili się w Norwegii po rewolucji październikowej, na fali białej emigracji. W 1918 w Oslo zostało odprawione nabożeństwo żałobne ku czci rozstrzelanego cara Mikołaja II i jego rodziny. Okazjonalne nabożeństwa były odprawiane w Trondheim oraz w stolicy kraju. W 1996 w Oslo powstała parafia św. Olgi, która wykorzystywała dla swoich potrzeb dawny budynek konsulatu radzieckiego, a w 2003 zaadaptowała dawną luterańską kaplicę pogrzebową (obecnie jest to cerkiew Chrystusa Zbawiciela). Wśród parafian, obok Rosjan, jest również grupa konwertytów narodowości norweskiej. W następnych latach powstawały kolejne wspólnoty; w 2015 na terenie Norwegii działało 8 placówek duszpasterskich Rosyjskiego Kościoła Prawosławnego – parafia św. Olgi w Oslo, parafia Zaśnięcia Matki Bożej w Barentsburgu (Spitsbergen), parafia Objawienia Pańskiego w Bergen, parafia św. Tryfona Pieczenskiego w Kirkenes (pozostająca pod zarządem i obsługiwana przez duchowieństwo eparchii murmańskiej), parafia św. Ireny w Stavanger, parafia św. Mikołaja w Tromsø, parafia św. Anny Nowogrodzkiej w Trondheim oraz norweskojęzyczny punkt duszpasterski Trójcy Świętej w Oslo. Patriarsze Moskwy podlegał również działający w latach 2003–2013 skit św. Olafa w Folldal; tamtejsza kaplica została w 2014 r. przeniesiona do Stiklestad i od tego czasu jest świątynią filialną parafii w Trondheim.

#### Arcybiskupstwo Zachodnioeuropejskich Parafii Tradycji Rosyjskiej
W Norwegii działają też dwie parafie Rosyjskiego Kościoła Prawosławnego podlegające Arcybiskupstwu Zachodnioeuropejskich Parafii Tradycji Rosyjskiej. Wchodzą w skład dekanatu skandynawskiego. Są to: parafia św. Hallvarda w Oslo i parafia Zwiastowania w Loddefjord.

### Patriarchat Konstantynopolitański

#### Zachodnioeuropejski Egzarchat Parafii Rosyjskich
Na początku lat 30. XX wieku grupa wiernych prawosławnych narodowości rosyjskiej, podlegających dotąd parafii Przemienienia Pańskiego w Sztokholmie, podjęła starania na rzecz powołania samodzielnej parafii. Powstała ona w 1936 (w Oslo) i przyjęła wezwanie św. Mikołaja. W wyposażeniu prywatnego pomieszczenia zaadaptowanego na cele kultowe pomogli przedstawiciele Fińskiego Kościoła Prawosławnego. Parafia ta do 2018 r. wchodziła w skład Zachodnioeuropejskiego Egzarchatu Parafii Rosyjskich. Do 1952 w parafii pracował wyłącznie kler rosyjski. Do parafii przez krótki czas należała nieistniejąca już kaplica na wyspie Helgoya. Egzarchatowi podlegał też męski monaster św. Tryfona Pieczenskiego w okolicy Hurdal (na północ od Oslo). W 2019 r. parafia św. Mikołaja w Oslo przyjęła jurysdykcję Patriarchatu Serbskiego.

#### Metropolia Szwecji i całej Skandynawii
W 1965 z inicjatywy mniejszości greckiej w Norwegii powstała parafia Zwiastowania w Oslo, która od 1992 posiada wolnostojącą cerkiew. Podlega ona metropolii szwedzkiej Patriarchatu Konstantynopola, językiem liturgicznym jest grecki, tej narodowości jest większość wiernych.

### Serbski Kościół Prawosławny
W Oslo od 1992 istnieje parafia św. Bazylego z Ostroga, podlegająca eparchii brytyjsko-skandynawskiej. Jej parafianami są głównie uchodźcy oraz emigranci z krajów bałkańskich, co czyni z niej najszybciej rozwijającą się prawosławną placówkę duszpasterską w Norwegii. Kler pracujący w parafii okazjonalnie organizuje również nabożeństwa poza stolicą. Językiem liturgicznym jest cerkiewnosłowiański.
Od 2019 r. w jurysdykcji Patriarchatu Serbskiego znajduje się również parafia św. Mikołaja w Oslo.

### Rumuński Kościół Prawosławny
Podległa patriarsze Rumunii parafia wykorzystuje w swojej pracy budynek greckiej cerkwi w Oslo. Nabożeństwa odbywają się w języku rumuńskim, są odprawiane okazjonalnie przez kler przybyły z parafii w Göteborgu. 

### Bułgarski Kościół Prawosławny
W Norwegii istnieje jedna parafia bułgarska (z językiem cerkiewnosłowiańskim), również działająca w Oslo w cerkwi Zwiastowania. Podobnie jak parafia rumuńska, a w odróżnieniu od pozostałych prawosławnych jurysdykcji w Norwegii, posługuje się kalendarzem gregoriańskim.